# Saatgutverkehrsgesetz

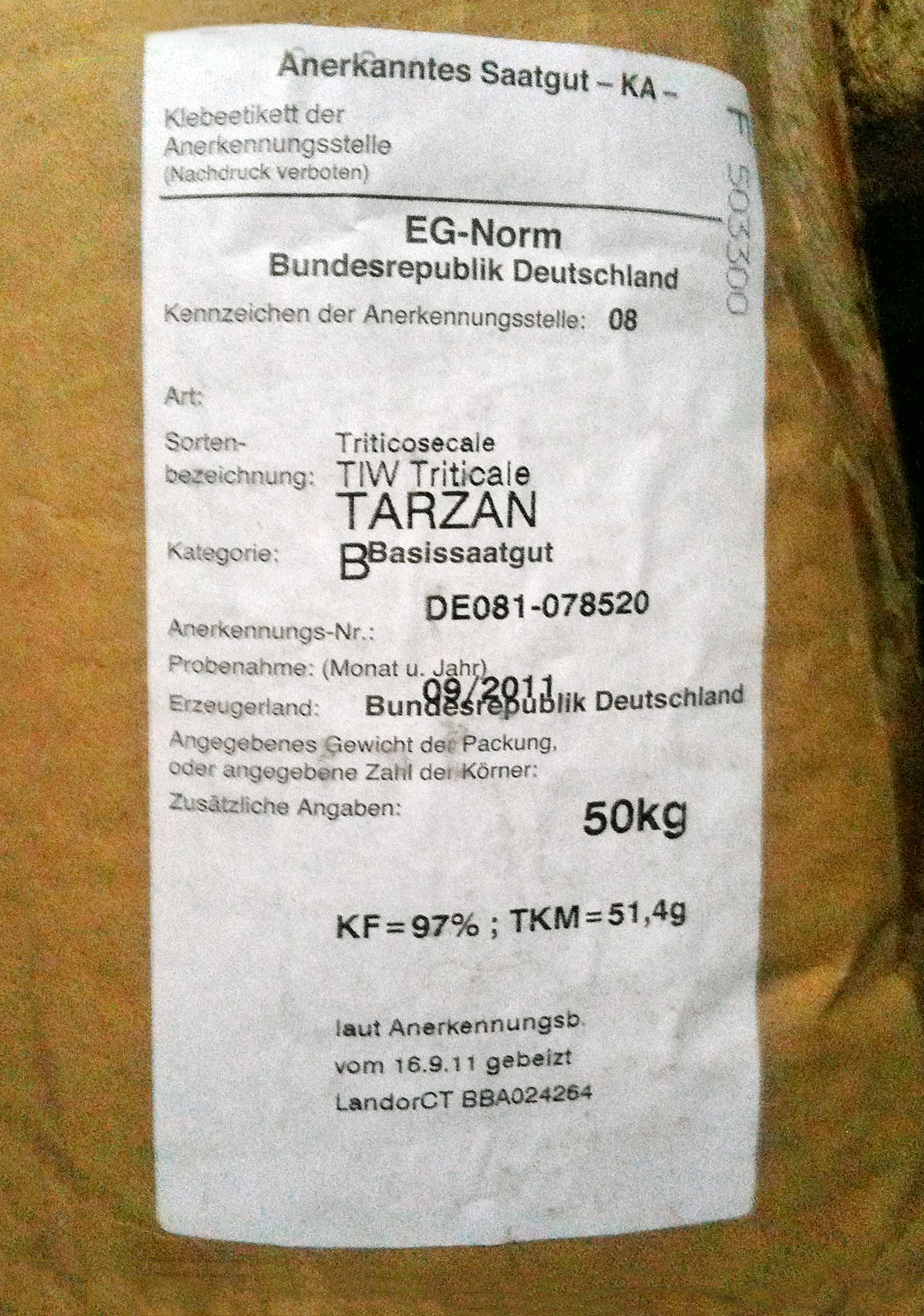
Etikett von Basissaatgut

Das Saatgutverkehrsgesetz (SaatG) regelt das „in Verkehr bringen“ von Saatgut und Vermehrungsmaterial und reglementiert damit die Möglichkeiten der Landwirtschaft und des Gartenbaus. Zuständig ist das Bundessortenamt. Umgesetzt wird das Gesetz unter anderem in der Saatgutverordnung.

## Saatgutkategorien
Es werden folgende Saatgutkategorien unterschieden:
- Behelfssaatgut muss (nach §14 saatverkg) formecht sein;
- Vorstufensaatgut entstammt der dem Basissaatgut vorausgegehenden Generation;
- Basissaatgut des Züchters (Vorstufe für Zertifiziertes Saatgut), es muss gleichfalls vor dem Verkauf anerkannt werden;
- Zertifiziertes Saatgut ist in den Sortenlisten eingetragen, amtlich überprüft (Feldbesichtigung) und vor dem Verkauf anerkannt (Zertifikat und Plombe).